# Troia VII
Troia VII, localizada no monte em Hisarlik, é uma camada arqueológica de Troia, que cronologicamente sustentou-se entre 1300 a 950 a.C. Esta coincide com o colapso da era do bronze. Era uma cidade murada com torres fortificadas chegando a 9 metros de altura; a fundação de uma das torres media 18 metros quadrados; Manfred Korfmann, quem escavou o sitio na década de 1980, estimou a área de Troia VII em 200,000 metros quadrados(50 acres) ou mais e colocou sua população estimada em 5,000 a 10,000 habitantes, o que faz,” pelos padrões da época, uma cidade grande e importante”.
A cidade foi construída seguindo a destruição de Troia VIh, provavelmente por um terremoto no período de 1300 a.C. mais ou menos.
Troia VII era contemporânea do final do período da cultura Micênica e a Idade das Trevas Grega, alem do império Hitita aos tempos Neo-Hititas

## VIIa
A cidade da camada arqueológica chamada de Troia VIIa, que foi datada com base em estilos de cerâmicas de meados do final do século XIII a.C. durou cerca de um século, com uma camada de destruição em c. 1190 a.C.é o candidato mais frequentemente citado para Troia de Homero
Estas datas correspondem estreitamente à cronologia mítica da Grécia como calculada por autores clássicos, colocando a construção das muralhas de Troia por Poseidon, Apolo e Aeacus em 1282 a.C. e o saque de Troia pelos gregos em 1183 a.C.
Troia VIIa parece ter sido destruída por uma guerra, talvez a fonte da lendária Guerra de Troia, e há vestígios de um incêndio. Restos humanos parciais foram encontrados em casas e nas ruas, e perto das muralhas a noroeste um esqueleto humano com ferimentos no cranio e uma mandíbula quebrada. Três pontas de flecha de bronze foram encontradas, duas no forte e uma na cidade. No entanto, apenas pequenas porções da cidade foram escavadas, e os achados são escassos demais para favorecer claramente a destruição pela guerra sobre um desastre natural
Até as escavações em 1988, um dos problemas com essa identificação era que Troia VII parecia ser um forte no topo da colina, e não uma cidade do tamanho descrito por Homero. A descoberta, em 1988, de uma pequena seção de uma possível muralha de circuito da cidade, que depois de escavada ser uma vala, cercava uma área muito maior, sugerindo que uma cidade "pelo menos dez vezes maior do que as escavações anteriores - e, portanto, o público mais amplo".